# Max Rüdiger
Max Rüdiger (* 26. November 1875 in Forst (Lausitz); † 2. Mai 1953 in Stuttgart) war ein deutscher Technologe und Hochschullehrer, er war 1947 bis 1949 Rektor der Landwirtschaftlichen Hochschule Hohenheim (LWH).

## Leben und Wirken
Rüdiger promovierte 1902 an der Universität München zum Dr. phil. und trat 1904 als Chemiker in die BASF in Ludwigshafen ein. 1908 wurde er als Akademielehrer nach Weihenstephan berufen, erhielt die Venia legendi für landwirtschaftliche Technologie und wurde a.o. Professor an der Landwirtschaftlichen Hochschule Weihenstephan (später eingegliedert in die Universität München).
1927 nahm er den Ruf an die Landwirtschaftliche Hochschule Hohenheim auf den Lehrstuhl für landwirtschaftliche Technologie als Ordinarius an. 1936 wechselte er an die Universität Ankara in die Türkei und kehrte 1945 nach Hohenheim zurück. Rüdiger wurde Rektor (1947 bis 1949) und im Jahr 1949 emeritiert.

## Publikationen (Auswahl)
- Der landwirtschaftliche Brennereibetrieb, Stuttgart, Verlag Enke, 1952, 6 weitere Auflagen
- Die Obstbrennerei, Stuttgart, Verlag Eugen Ulmer, 1945, 4 weitere Auflagen